# Morića han u Sarajevu
Morića han je han sagrađen 1551. godine u Sarajevu. Jedan je od objekata izgrađenih sredstvima Gazi Husrev-begovog vakufa. Nalazi se u ulici Sarači, na Baščaršiji.

## Povijest
Hanovi su svojevremeno bili nazivani po handžijama odnosno zakupcima hanova. Evlija Čelebija je zapisao da je 1659. godine ovaj han bio poznat kao Hadži Beširov han. Ime pod kojim je danas poznat dobio je u prvoj polovini 19. stoljeća po prvim zakupcima; Mustafa-agi Moriću i njegovom sinu Ibrahim-agi.
Trgovci i putnici su osim prenoćišta u ovakvim hanovima mogli naći kupce i prodati svoju robu bez izravnog izlaska na tržnicu. Morića han je više puta izgorio u požarima i obnavljan. U njemu je 1878. godine osnovana Narodna vlada Bosne i Hercegovine kada su okupljeni građani Sarajeva uputili prosvjed protiv Austro-Ugarske okupacije Bosne i Hercegovine. Han je rekonstruiran u periodu od 1971. do 1974. godine i predan na upotrebu ugostiteljskom društvenom poduzeću "Balkan". Prilikom rekonstrukcije su na zidovima hana kaligrafskim pismom ispisani stihovi perzijskog pjesnika Omara Hajama. Odlukom sarajevske općine Stari Grad je 1998. godine han vraćen u vlasništvo "Gazi Husrev-begovog vakufa". Uprava vakufa je iznajmila prostor za obavljanje djelatnosti koje se uklapaju u povijesni ambijent hana. Zbog toga su u okviru hana u prizemlju smješteni prodavnica perzijskih ćilima, nacionalni restoran, kavana i turistička agencija. Na katu su prostorije izdane raznim organizacijama kao što su Mladi muslimani, Udruga ilmijje, Tarikatski centar u Bosni i Hercegovini, Savez logoraša i humanitarna organizacija.

## Vanjske povezice
- Tekst o Morića hanu na internet portalu Sarajeva
- Tekst o Morića hanu na internet sajtu Gazi Husrev-begovog vakufa  Arhivirana inačica izvorne stranice od 4. svibnja 2010. (Wayback Machine)